# Librairie du Compagnonnage
La Librairie du Compagnonnage a été fondée en 1951 par Jean Bernard et est située à l'angle de la rue de Brosse et du quai de l'Hôtel-de-Ville dans le 4e arrondissement de Paris.
Son activité est l'édition d'ouvrages contemporains ou de réédition d'ouvrages plus anciens.
Sa vocation est la diffusion de tout ce qui concerne les techniques, les métiers et les hommes, elle contribue à faire connaître le Compagnonnage et les métiers.